# Friedrich Adolf Paneth
Friedrich Adolf Paneth (Vienna, 31 agosto 1887 – Magonza, 17 settembre 1958) è stato un chimico austriaco naturalizzato britannico.

## Biografia
Figlio del fisiologo Joseph Paneth, studiò chimica presso l’Università di Vienna.  Dopo aver lavorato per qualche tempo presso l’Università di Monaco con Adolf von Baeyer conseguì il dottorato con Zdenko Hans Skraup presso l’Università di Vienna nel 1910. A partire dal 1912 si interessò di radiochimica, incontrando nel 1913 Frederick Soddy presso l’Università di Glasgow e Ernest Rutherford presso l’Università di Manchester. Dopo aver conseguito l’abilitazione nel 1913 divenne assistente di Otto Hönigschmid presso l’Università di Praga. Dal 1919 al 1933 fu professore presso diverse Università tedesche (Università di Amburgo dal 1919, Università di Berlino dal 1922 e l’Università di Königsberg dal 1929). Nel 1933 a seguito dell’ascesa al potere del nazismo ed a causa delle sue origini ebraiche lasciò la Germania trasferendosi in Inghilterra ove tenne lezioni in diverse università e divenendo infine professore presso l’Università di Durham nel 1939 fino al 1953 anno del suo pensionamento. Tornato in Germania divenne direttore del Dipartimento di Radiochimica dell'Istituto Max Planck di Chimica a Magonza fino alla data della sua morte nel 1958 occupandosi, tra l'altro, dello studio delle meteoriti.
Fu autore di numerosi articoli in differenti campi della chimica ma anche in campo filosofico e della storia della chimica.

## Riconoscimenti
Nel 1947 fu eletto Fellow della Royal Society.
A Friedrich Adolf Paneth la UAI ha intitolato il cratere lunare Paneth
Da Friedrich Adolf Paneth prende il nome il minerale panethite.